# س. إيرل ستابس
س. إيرل ستابس بالإنجليزية: C. Earl Stubbs)‏ هو مبشر أمريكي، ولد في 18 ديسمبر 1942 في ويليامسبورغ في الولايات المتحدة، وتوفي في 15 يوليو 2008 في
في الهند.